# Yūya Aizawa
Yūya Aizawa (japanisch 相澤 佑哉 Aizawa Yūya; * 17. Oktober 2000 in Yatsushiro, Präfektur Kumamoto) ist ein japanischer Fußballspieler.

## Karriere
Yūya Aizawa erlernte das Fußballspielen in der Jugendmannschaft von Roasso Kumamoto sowie in der Universitätsmannschaft der Komazawa-Universität. Seinen ersten Vertrag unterschrieb er am 1. Februar 2023 bei seinem Jugendverein Roasso Kumamoto. Der Verein aus Kumamoto spielte in der zweiten japanischen Liga. Sein Zweitligadebüt gab Yuya Aizawa am 19. Februar 2023 (1. Spieltag) im Auswärtsspiel gegen den Tochigi SC. Bei dem 1:1-Unentschieden stand er in der Startelf und spielte die kompletten 90 Minuten. In seiner ersten Saison bestritt er elf Ligaspiele. Im Februar 2024 wechselte er auf Leihbasis zum Viertligisten Criacao Shinjuku.